# Ausdauertraining
Unter Ausdauertraining versteht man Trainingsprogramme und Trainingsformen, deren Ziel es ist, die Ausdauer zu erhöhen, also die Fähigkeit des Körpers, über einen ausgedehnten Zeitraum Leistung zu erbringen. Das Ausdauertraining trägt wesentlich zur Entwicklung und Aufrechterhaltung eines guten Gesundheitszustandes bei. Insbesondere hat es positive Auswirkungen auf das Herz-Kreislauf-System, was sich an einer deutlichen Reduktion des Herzinfarkt-Risikos zeigt. Ausdauertraining kann zudem das Immunsystem stärken und führt häufig zu einer Verbesserung des Blutbildes. Aufgrund der Auswirkung auf das kardiovaskuläre System spricht man auch vom Cardio-Training.

## Unterschiede zwischen Breitensport und Leistungssport
Während im Breitensport mit dem Ausdauertraining eine der Gesundheit förderliche Fitness oder/und gegebenenfalls eine Gewichtsreduktion angestrebt wird, steht im Leistungssport die fortwährende Erhöhung der Dauerleistungsfähigkeit im Vordergrund. Der Athlet möchte seine Bestzeiten verbessern, um im Wettkampf bessere Platzierungen zu erzielen.
Demzufolge stehen im Breitensport die Verbesserung des Fettstoffwechsels und Erhöhung der aeroben Kapazität (Hebung der anaeroben Schwelle) im Mittelpunkt. Soll der Sport jedoch vornehmlich der Gewichtsreduktion dienen, sind hier Modifikationen vorzunehmen, die landläufiger Meinung nach zu einer optimalen Leistungsentwicklung im Widerspruch stehen.
Im Leistungssport wird das Ausdauertraining durch intensive Belastungsreize ergänzt bzw. erweitert, sportartspezifisches Training kommt hinzu. Hier sind vor allem die weitere Hebung der anaeroben Schwelle durch Training nach der Wiederholungs- und Intervallmethode (vgl. unten), die Verbesserung der Regenerationsfähigkeit (Laktattoleranz, Laktatabbau), Krafttraining und Schnelligkeitstraining zu nennen.

## Langfristiger Trainingsaufbau im leistungsorientierten Training

### Mehrjähriger Leistungsaufbau im Verlauf einer Sportlerkarriere
Im Bereich des leistungsorientierten Ausdauertrainings wird eine fortwährende Leistungssteigerung über mehrere Jahre angestrebt. Im Allgemeinen kann davon ausgegangen werden, dass Höchstleistungen in Ausdauersport-Disziplinen wie Marathon oder Straßenradrennen erst nach einem acht- bis zwölfjährigen Trainingsaufbau möglich sind.

### Prinzipien des Trainingsaufbaus im Zeitverlauf
Folgende Prinzipien sind beim mehrjährigen und ganzjährigen Trainingsaufbau zu beachten (siehe auch allgemeine Trainingsprinzipien):
Ganzjähriges Training
Darunter versteht man eine Trainingsgestaltung, bei der das ganze Jahr über sportartspezifisches Training stattfindet, allerdings in sehr unterschiedlichem Ausmaß. Vor allem im Winter (bzw. im Sommer bei Wintersportarten) werden sowohl Umfang wie Intensität des sportartspezifischen Trainings stark reduziert und sowohl die Ausdauer als auch Koordination, Beweglichkeit und weitere Fähigkeiten in teilweise sehr von der eigenen Sportart abweichenden Bewegungsformen trainiert, sogenannter Ausgleichssport. Hinzu kommt – meistens Ende Oktober bis Anfang Dezember – eine ein- bis dreiwöchige Pause, in der überhaupt kein Training stattfindet, weder sportartspezifisches noch Ausgleichstraining. In der gesamten Winterphase wird auch ein begrenzter Leistungs- und Ausdauer-Rückgang in Kauf genommen. Der weitere Aufbau folgt den beiden folgenden Prinzipien:
Steigerung von Belastungsumfang und -intensität im Jahresverlauf
Vom Frühjahr bis Beginn des Sommers nehmen Häufigkeit (von zweimal die Woche auf fast täglich), Dauer (von eineinhalb Stunden auf bis zu acht Stunden) und Intensität (von unterer Grundlagenintensität auf Spitzenbereich) zu. Dabei ist darauf zu achten, dass die Belastung nicht linear zunimmt, sondern dem Prinzip der Zyklizität (s. unten 6.) folgt.
Spezialisierung im Jahresverlauf
Während im Winter und Frühjahr vor allem die Grundlagenausdauer gestärkt, der Fettstoffwechsel trainiert und die aerobe Kapazität angehoben wird, folgen ab Mitte des Frühjahrs Trainingseinheiten, die die wettkampfspezifischen Anforderungen stärker berücksichtigen und einzelne Fähigkeiten (Erholfähigkeit, Kraftausdauer, Schnelligkeitsausdauer) betonen, die auf der Ausdauer beruhen bzw. diese in eine bestimmte Richtung weiterentwickeln.
Geringe Intensität
Der überwiegende Anteil des Trainings muss in einem Intensitätsbereich liegen, der deutlich unter der Wettkampfintensität liegt. Andernfalls fehlt dem Athleten im Wettkampf die nötige Substanz.
Wechsel von Reiz und Regeneration
Das Training folgt immer dem Prinzip der Superkompensation: Auf intensive Reize folgt immer eine Phase der Regeneration, um dem Körper ausreichend Zeit zur Verarbeitung der Reize zu geben.
Zyklizität
Aus dem vorstehenden Prinzip leitet sich das Prinzip der Zyklizität bzw. Periodisierung ab. Man organisiert das Training in Zyklen, angefangen bei den Intervallen in einer Intervallserie. Folgende Zyklen sind gebräuchlich:
Intervall
zyklische Wiederholung submaximaler Belastungen, unterbrochen von sog. „lohnenden Pausen“;
Mikrozyklus
Einer Belastungsphase von zwei bis vier Tagen folgt ein Regenerationstag, an dem kein sportartspezifisches Training stattfindet oder Training von sehr geringem Umfang und Intensität. Es kann auch vollständig passiv regeneriert werden, ggfs. unterstützt durch Massage.
Mesozyklus
Ein Zeitraum von drei bis vier Wochen wird in Phasen mit unterschiedlicher Schwerpunktsetzung unterteilt. Üblich ist zum Beispiel eine Abfolge mit den Schwerpunkten Ausdauer – Regeneration – Intensität. Wichtig ist auch hier die ausreichende Bemessung der Regeneration.
Makrozyklus
Hier folgen ebenfalls stärker regenerativ angelegte Phasen auf Phasen intensiven, spezifischen Trainings bzw. wettkampfintensive Phasen.

## Allgemeine Formen des Ausdauertrainings
Grundsätzlich ist zwischen allgemeiner und lokaler Ausdauer zu unterscheiden. Als lokal gilt Ausdauer, wenn nicht mehr als ein Siebtel der Gesamtmuskulatur zum Einsatz kommt. Komplizierter ist es bei Mischformen, bei denen die sportartspezifische Belastung zwar lokal ist, aber dennoch die allgemeine Ausdauer Voraussetzung ist, z. B. die Armarbeit beim Boxen. Die anaerobe Ausdauer lässt sich jedoch auch im Sinne des Blocktrainings als eine Summe der verschiedenen lokalen Ausdauern definieren. Dieses Prinzip macht sich das zunächst in Japan entwickelte KAATSU-Training (auf Japanisch die Abkürzung von „Widerstandstraining kombiniert mit Blutfluss-Beeinträchtigung“) zu Nutze. Hierbei wird unter Verwendung einer Art Blutdruckmessmanschette der lokale Abtransport der Ermüdungsstoffe erschwert, wodurch schneller und effektiver lokal anaerob trainiert werden kann. Dieses Training hat trotz anfänglicher Befürchtungen keine negativen Nebenwirkungen und wird inzwischen vor allem bei Senioren und Untrainierten im Breitensport zur schnelleren Leistungssteigerung verwendet.
| Trainingsform                                                  | Methode                                                                           | Ziel                                                                      | Intensität                                                                                    | Umfang                                |
| -------------------------------------------------------------- | --------------------------------------------------------------------------------- | ------------------------------------------------------------------------- | --------------------------------------------------------------------------------------------- | ------------------------------------- |
| Erholungs- und Kompensationstraining                           | Extensive Dauermethode                                                            | Unterstützung der Erholung                                                | Laktatwerte unterhalb der aeroben Schwelle                                                    | keine langen und überlangen Einheiten |
| Extensives Grundlagenausdauertraining                          | Extensive Dauer- und Intervallmethode, Fahrtspiel                                 | Gesundheitliche Aspekte, Festigung der Ausdauer, Fettstoffwechseltraining | Laktatwerte deutlich unterhalb der anaeroben Schwelle (50–77 %)                               | 1–8 Stunden                           |
| Intensives Grundlagenausdauertraining unter Dauerbelastung     | Intensive Dauermethode                                                            | Verbesserung der Herz-Kreislaufleistung und der Glykogenausnutzung        | Belastung bis zur anaeroben Schwelle, i. d. R. aber 77–85 %                                   | 30–120 Minuten                        |
| Intensives Grundlagenausdauertraining unter Intervallbelastung | Extensive Intervallmethode                                                        | Verbesserung der Herz-Kreislaufleistung und der Glykogenausnutzung        | Im Bereich der anaeroben Schwelle (nicht darüber)                                             | 20–80 Minuten                         |
| Wettkampfspezifisches Intensitätstraining                      | Dauermethode, Intensive Intervallmethode, Wiederholungs-Methode, Wettkampfmethode | Einüben des geplanten Wettkampftempos                                     | Der mittleren Wettkampfintensität gleich, bei hohem Umfang deutlich unter Wettkampfintensität | 50–120 % des Wettkampfumfangs         |

## Trainingsmethoden
Verschiedene Ausdauerleistungen können unterschiedlich trainiert werden. Bei der Anpassung des Trainingsplans sollte man möglichst individuell vorgehen.
Bei der Intensität des Ausdauertrainings muss die individuelle maximale Leistungsfähigkeit berücksichtigt werden. Ein Trainingseffekt wird ab der halben maximalen Leistungsfähigkeit erzielt, beste Ergebnisse können zwischen 55 und 65 % des Maximalpulses erzielt werden. Aerobe, anaerobe und sonstige Schwellen müssen bei extensivem Ausdauertraining nicht berücksichtigt werden. Üblicherweise wird die Trainingsintensität über die Messung der Trainingsherzfrequenz überwacht.

### Dauermethode
Die Belastungsintensität bleibt bei dieser Methode während der gesamten Belastungszeit konstant und darf nicht über der anaeroben Schwelle liegen, da ansonsten die für einen trainingswirksamen Reiz erforderliche Belastungsdauer auf Grund zu früher Ermüdung nicht erreicht werden könnte. Die Wirkung ist in erster Linie abhängig von der Dauer, erst in zweiter Linie von der Intensität.
Die Dauermethode ist vor allem zur Entwicklung der Grundlagenausdauer geeignet, d. h.
- bei Leistungssportlern in der frühen Phase des Saisonaufbaus und wiederkehrend im Wechsel mit intensiveren Formen über die gesamte Saison sowie
- für Anfänger und Untrainierte bei Aufnahme sportlicher Betätigung.

Sie dient zur Ökonomisierung des aeroben Glykogen- und Fettstoffwechsels, zur Verbesserung des Kreislauf- und Atemsystems, sowie zur Stabilisierung des Nervensystems.
Belastung
30 Minuten bis mehrere Stunden, niedrige Belastung
Pausen
nur bei längerer Dauer von mehreren Stunden.

### Wettkampfmethode
Hierbei handelt es sich um Belastungsformen, die der Wettkampfsituation sehr nahekommen. Es wird entweder die Wettkampfdistanz, eine Unterdistanz oder eine Überdistanz absolviert.
Man trainiert wettkampfähnliche Situationen, damit die Funktionspotentiale vollständig ausgeschöpft werden, und es soll durch eine längere Erholungspause eine höhere Superkompensation erreicht werden.
Belastung
Wettkampfdistanz, Unterdistanz (−10 bis 25 %) oder Überdistanz (+10 bis 25 %)
Intensität
Maximalbereich der Wettkampfgeschwindigkeit
Auswirkungen
- Entwicklung der wettkampfspezifischen Ausdauer
- Erweiterung der spezifischen Leistung auf höchstem Funktionsniveau
- Erfahrungserwerb unter Wettkampfbedingungen und Anwendungen taktischer Verhaltensweisen

### Intervallmethode
Die Intervallmethode zeichnet sich dadurch aus, dass die Belastung nicht kontinuierlich, sondern intervallartig erfolgt. Die Belastungsintensität liegt dabei grundsätzlich im aerob-anaeroben Übergangsbereich (3 bis 6 mmol/l Laktat). Die Pausen werden hier so gewählt, dass keine vollständige Erholung erfolgt, sondern der Athlet sich lediglich zu etwa zwei Dritteln (Prinzip der lohnenden Pause) erholt. Hierdurch wird die Tiefe der Erschöpfung und die Wirkung des Trainingsreizes erhöht, ohne den Organismus und die Muskulatur dauerhaft zu schädigen.
Die Methode wird eingesetzt im sog. Entwicklungsbereich zur Weiterentwicklung der Ausdauer in Richtung der wettkampfspezifischen Ausprägungen (z. B. Tempohärte im Radsport), sie trägt zur weiteren Hebung der individuellen anaeroben Schwelle (iANS) bei, dient aber in erster Linie der Verbesserung der Erholfähigkeit und Laktattoleranz.
Zur Verbesserung der aeroben Ausdauer wird die extensive Intervallmethode angewendet, bei der die Belastungsintensität im unteren Belastungsbereich der Intervallmethoden liegt, zur Verbesserung der Erholfähigkeit und Laktattoleranz werden intensive Methoden angewandt, bei denen die erreichten Laktatwerte kurzzeitig über 6 mmol/l, beim Schnelligkeitsausdauertraining sogar über 10 mmol/l steigen können.
- Belastung: Wechsel von Belastung und Pause, Dauer hängt von Sportart ab
- Intensität: oberer GA-Bereich bis oberer Übergangsbereich (6 mmol/l Laktat)
- Pausen: lohnende Pausen (vgl. oben).

### Wiederholungsmethode
Die Wiederholungsmethode wird im Leistungssport eingesetzt, wenn aus unterschiedlichen Gründen eine vollständige Erholung zwischen den Belastungsabschnitten, aber gleichzeitig eine Wiederholung des Belastungsreizes erforderlich ist. Dies ist vor allem beim Schnelligkeitstraining (max. Schnelligkeit, Schnelligkeitsausdauer) der Fall, aber auch beim Ausdauertraining in der unmittelbaren Wettkampfvorbereitung (sog. „Unterdistanztraining“ bei Wettkampfintensität).
- Belastung: Submaximale bis maximale Intensität, bei unterschiedlicher Zahl der Belastungen
- Pausen: Eine bis über 20 Minuten, um jeweils vollständige Erholung zu bewirken (eine Minute nur bei Belastungen unter maximaler Schnelligkeit von unter acht Sekunden – Dauer der Wiederherstellung der Kreatinphosphatreserven eine Minute).

## Risiken
Es sind auch die möglichen negativen Effekte von langfristig und in großem Umfang praktiziertem Ausdauertraining Gegenstand der wissenschaftlichen Betrachtung. Die bekannten Risiken werden primär mit der Teilnahme und Vorbereitung auf extreme Ausdauerevents assoziiert. Einerseits kann es im kardiovaskulären System zu nachteiligen Strukturveränderungen kommen, besonders relevant am Herzen und den Koronararterien. Dabei sind abnormale Herzrhythmen das bekannteste Symptom. Des Weiteren kann Ausdauertraining den Testosteronlevel herabsetzen.

## Sportarten
In folgenden Sportarten ist das Ausdauertraining besonders wichtig und von der Trainingslehre umfangreich analysiert und definiert worden:
- Radsport
- Triathlon
- Langstreckenlauf (3000 m bis Marathon), Mittelstreckenlauf (800 m bis 1500 m, Meile), Hindernislauf, Gehen und Langsprint (400 m) in der Leichtathletik
- Skilanglauf
- Rudern
- Inlineskating
- Eisschnelllauf
- Schwimmen
- Orientierungslauf
- Kanurennsport